# Nukta
Il nukta (in hindi नुक़्ता, o नुक्ता, nukta, dall'arabo نقطة, nuqta "punto") è un segno diacritico utilizzato in gran parte delle scritture Brahmi per rappresentare suoni di altri linguaggi che non hanno un grafema corrispondente. Assume la forma di un punto scritto sotto un determinato carattere (़).
Alcuni esempi, tratti dall'alfabeto devanagari sono le lettere क़ (qa), ख़ा (ḫa), ग़ (ġa), ज़ (za), ड़ (ṛa), ढ़ (ṛha), फ़ (fa), che vanno a modificare, rispettivamente, क (ka), ख (kha), ग (ga), ज (ja), ड (ḍa), ढ (ḍha) e फ (pha). Tali fonemi hanno un'importanza marginale nel linguaggio hindi, in quanto si riscontrano essenzialmente nei vocaboli di provenienza perso-arabica. Il termine stesso nuqta (नुक़्ता) ne è un esempio.
Il simbolo Unicode del nukta è ़, ed il suo codice è U+093C.